# Šebastián z Rostocku
Šebastián Ignác z Rostocku (24. srpna 1607, Grodków – 9. července 1671, Vratislav) byl římskokatolický duchovní. Mezi lety 1665 a 1671 zastával funkci vratislavského biskupa.

## Životopis
Otec Šebastiána z Rostocku byl řemeslník ve slezském městě Grodków. Šebastián studoval na gymnáziu v Nyse a potom filosofii a teologii na univerzitě v Olomouci. Po vysvěcení na kněze nastoupil jako kanovník v Nyse. Po dobytí města Švédy v roce 1642 byl zajat a odveden do Štětína. Po propuštění byl císařem povýšen do šlechtického stavu, ale vrátil se zpět do Nysy, kde pokračoval v kariéře kněze. Roku 1649 mu byla přidělena služba ve Vratislavi. V tomto městě prožil zbytek života.
Po celou dobu svého působení hrál v rámci vratislavské diecéze významnou administrativní roli. V roce 1653 se stal generálním vikářem a je z velké části jeho zásluhou, že se ve městě začala uplatňovat rekatolizační opatření, stvrzená v rámci vestfálského míru. Celkem 656 protestantských kostelů bylo převzato katolíky.
Dosazení kněží do převzatých kostelů bylo provázeno značnými potížemi. Rostock tomuto úkolu zasvětil celý svůj život a to i přes téměř neustálou nepřítomnost tří biskupů, pod kterými sloužil. V roce 1664 byl sám zvolen biskupem a krátce potom byly do jeho rukou svěřeny i světské záležitosti na území diecéze. Pokračoval v úsilí o reorganizaci katolické církve a snažil se potlačovat protikatolické akce protestantských kazatelů.
V roce 1671 podlehl záchvatu mrtvice. Jeho ostatky jsou uloženy v katedrále svatého Jana Křtitele.